# Royal Modesty
Royal Modesty är en svensk musikgrupp från Norrtälje som spelar brittiskt klingande storslagen pop.
Bandet skapades 2003 under namnet Primary Sound och har sedan dess bestått i samma konstellation. Sedan 2007 har Royal Modesty ett skivkontrakt med independentbolaget Stonerude Records och distributionsbolaget Plugged. På stadsfestivalen Norrtäljkalaset, 2008, sa Peter Siepen att bandet är "Det Kent aldrig blev på engelska". Deras sound är lite som nougat.

## Diskografi
- Disaster (2003)
- Inside the Good Wind (2004)
- Smalltown Lie (2005)
- Sweet Victory (2007)
- Obsolete Fashion (2009)

## Medlemmar
- Nils Jangen (trummor)
- Gustaf Zethtelius (orgel, piano, trumpet)
- Örjan Grönlund (bas, saxofon, dragspel, munspel)
- Sebastian Kullman (elgitarr)
- Peter Krafft (sång och akustisk gitarr)